# モリタポオークション
モリタポオークションは、未来検索ブラジルが運営するサイト「モリタポータル」内で使用される電子通貨モリタポを利用者間で売買できるサービス。
名称こそ「オークション」だが、競りや制限時間は存在しないため、実質は単なる個人間売買サイトである。
代金支払は、銀行振込やウェブマネーなど出品者によって異なる。

## モリタポ売買の手順
モリタポを売買する際は、まず「モリタポータル」のアカウントが必要である。
このアカウントを使用して、モリタポの出品、注文が行われる。
モリタポのレートは、平均1モリタポ0.10円～0.15円程度である。
詳しくはオークション公式サイト
を参照。

## トラブル
モリタポオークションは完全に匿名（売買は完全にシステムを通じて行われるため、出品者・注文者共にハンドルネームしか知りえない）な故、購入する意思もなくイタズラ半分に注文しその後すぐに音信不通となるというトラブルが非常に多い。
この場合、単なる売買を妨害するイタズラ（この場合犯罪である）なのか、本当に都合が悪く連絡が取りづらいのか分からないため、出品者は、注文から連絡の後、1週間待って連絡がなかった場合はオークション事務局に注文の取り消しを申請すると言う手法を取ることが多い（オークション事務局もこれを推奨している）。
また、注文しても出品者側が音信不通のケースもあり、この場合も注文者側がオークション事務局に注文の取り消しを申請する必要がある。

## 関連サイト
- モリタポータル
- モリタポオークション
- 未来検索ブラジル